# 李永平 (德語文學)
李永平（1956年5月－），博士，中國德語文學研究者，現在是中國社會科學院外國文學研究所中北歐文學研究室副主任、研究員、博士生導師。
原籍山東，政治面貌是中國共產黨。
本科是北京大學西語系德語專業，師承馮至、葉廷芳等先生。
本科畢業入中國社會科學院讀研究生，1985年碩士畢業留院工作，歷任中級、副高級、正高級職稱。
他的博士生導師是馮至、葉廷芳。
中國科學院哲學社會科學部馮至學部委員（院士）在他畢業前就棄世，讓他成為了馮先生最后1名博士生。
主要研究方向和譯作是里爾克等項。

## 外部連結
- 外國文學網李永平資料網頁 （页面存档备份，存于）